# Українська асоціація власників зброї
Всеукраїнська громадська організація «Українська асоціація власників зброї» — громадська організація в Україні, засновано 30 жовтня 2009 року.
Єдина в Україні профільна асоціація, що відстоює інтереси власників зброї.
Місія Асоціації полягає в об'єднанні власників зброї в єдину сильну команду та здійсненні ефективного захисту її членів, а також сприянні в упорядкуванні та лібералізації зброярського законодавства України.
Асоціація активно відстоює прийняття в Україні Закону про зброю, який би передбачав право українців на придбання та приховане носіння короткоствольної нарізної вогнепальної зброї, з метою самозахисту, а також посилення контролю окремих видів зброї самооборони (а саме травматичних пістолетів, з причини практичної неможливості достовірно ідентифікувати таку зброю).

## Завдання
- сприяння формуванню позитивного соціального іміджу законослухняних власників зброї;
- сприяння реалізації та захисту прав громадян на полювання, проведення тренувань і спортивних змагань, володіння та носіння зброї для самооборони та охорони майна;
- сприяння розвитку і популяризації кульової, стендової стрільби, стрільби з лука та арбалету як форм активного і безпечного дозвілля законослухняних громадян;
- сприяння розвитку умов, що покращують стрілецьку майстерність громадян;
- сприяння навчанню навичкам самооборони;
- сприяння захисту прав мисливців, спортсменів і громадян-колекціонерів різноманітних видів зброї;
- сприяння вдосконаленню нормативно-правової бази, яка регулює обіг зброї в Україні в цілях реалізації і розширення вказаних прав;
- участь у пропаганді культури володіння зброєю, розповсюдженні правових знань, участь у навчанні навичкам безпечного зберігання і використання зброї;
- співробітництво з органами державної влади та органами місцевого самоврядування в рамках діяльності Асоціації;
- сприяння розвитку міжнародного співробітництва по основним напрямкам діяльності Асоціації.

## Діяльність
- надає практичну, організаційну і методичну допомогу місцевим осередкам Асоціації;
- вносить пропозиції до органів державної влади та органів місцевого самоврядування з питань діяльності Асоціації;
- бере участь в організації і проведенні спортивних змагань, зборів та інших заходів на території України;
- надає допомогу в організації і проведенні заходів по підготовці і підвищенню кваліфікації своїх членів;
- організовує виготовлення офіційної, пам'ятної та нагородної атрибутики з символікою Асоціації;
- розповсюджує інформацію про діяльність Асоціації, в тому числі проводить підготовку і розповсюдження інформації в друкованих виданнях і в мережі Internet;
- консультує організації і громадян з питань, що стосуються діяльності Асоціації;
- представляє інтереси членів Асоціації в органах державної влади та органах місцевого самоврядування;
- сприяє формуванню громадської думки шляхом виступів у засобах масової інформації.